# Варшавка (Башкортостан)
Варшавка (баш. Варшавка) — деревня в Кармаскалинском районе Республики Башкортостан Российской Федерации. Входит в состав Шаймуратовского сельсовета.

## География

### Географическое положение
Расстояние до:
- районного центра (Кармаскалы): 4 км,
- центра сельсовета (Шаймуратово): 4 км,
- ближайшей ж/д станции (Карламан): 17 км.

## Население
| 2002 | 2009 | 2010 |
| ---- | ---- | ---- |
| 96   | ↘78  | ↗105 |